# Ricky Zoom
Ricky Zoom est une série télévisée d'animation franco-britannique en 81 épisodes de 11 minutes, créée par Alexander Bar et diffusée à partir du 28 juin 2019 sur Youku.
En France, la série a été diffusée à partir du 31 août 2019 sur Gulli

## Synopsis
Ricky est une petite moto qui adore la vitesse, et qui partage son quotidien avec ses fidèles amis Loop, Scottio et DJ.

## Distribution

### Voix françaises
- Axel Truchard
- Emmylou Homs
- Celya Ansaldo
- Kaycie Chase
- Nathalie Homs
- Martial Le Minoux
- Patrick Pellegrin
- Marie Diot

- Version française :
  - Société de doublage : Audi'Art Dub
  - Direction artistique : Coco Noël
  - Adaptation des dialogues : Loïc Espinosa et Philippe Jaegle

### Fiche technique
- Titre : Ricky Zoom
- Création : Alexander Bar
- Réalisation : Romain Villemaine et Franck Michel
- Scénario : Doug Sinclair
- Musique : Fabrice Aboulker
  - Générique écriture : Steve Mandile
  - Générique interprète : Cyril Tarquiny
- Direction artistique : Jean-Baptiste Cuvelier
- Son : Noé Bailleu et Emmanuela Kornat
- Montage : Patrick Delcourt, Daniel Betrand et Cécile Rougnaux
- Production : Olivier Dumont et Massimo Carrier Ragazzi
- Sociétés de production : Frog Box et Entertainment One
- Sociétés de distribution : Entertainment One
- Pays d'origine :  France,  Royaume-Uni
- Langue originale : français, anglais
- Format : HD TV 1080p
- Genre : Série d'animation, Aventure
- Nombre de saisons : 2
- Nombre d'épisodes : 81
- Durée : 11 minutes
- Dates de première diffusion :
  - Chine : 28 juin 2019
  - France : 31 août 2019
  - Royaume-Uni : 5 octobre 2019

## Épisodes

### Saison 1 (2019)
1. Loop est à plat
2. Le badge d'or du sauveteur
3. La boîte mystérieuse
4. La nouvelle rampe de sauvetage
5. Le cousin de Ricky
6. Buster roi des règles
7. Ricky tremble
8. La motocommande
9. Le Bolide Mystère
10. Le modèle de Ricky
11. Un cerf-volant pour Toot
12. Rapide comme l'éclair
13. Ricky la star
14. Le roi de la loopitude
15. La visite chez Maxwell
16. Scootio chef d'équipe
17. La nouvelle attraction
18. La grande parade
19. Le super aimant
20. La capsule temporelle
21. La nuit de Wheeloween
22. La soucoupe volante
23. Problème au phare du vent
24. Ricky en patrouille
25. Les 100 ans de Wheelford
26. Un Noël à réaction
27. Le grand saut tourbillonnant
28. Un terrain de jeu pour DJ
29. La Méga-rampe
30. Toot et les Toupies
31. Que la meilleure gagne !
32. Un échange de travail
33. A la rescousse de Mr. Speedy
34. L'ami invisible de Toot
35. Le champion du passage piéton
36. La kermesse de Wheelford
37. La récolte des œufs de Pâques
38. Le Mystère de Madame Bikely
39. Le projet de Scootio et DJ
40. Un Copéquipier pour Sam Dacier
41. Fausse Alerte
42. La bande vroumtastique
43. Loop héros malgré lui
44. Toot de suite
45. Les apprentis garagistes
46. Zéro déchet
47. Camping Sauvage
48. Les tickets d'or de Sam Dacier
49. Le secret de Sam Dacier
50. Du repos pour Maxwell g
51. Les as du nettoyage
52. Les as de la livraison

### Saison 2 (2020)
1. Le roi du Vroumboard
2. Agent Buster
3. DJ met la gomme
4. Les scoubops en folie
5. La première course de Toot
6. L'Agent ZoomCam
7. Loop le farceur
8. Ricky à toute vitesse
9. La Zoomventouse
10. Le meilleur Sam Dacier
11. Le klaxon de Sam
12. Hélizoomeur
13. Tous en scène
14. À la poursuite du Ballon Dacier
15. La fête surprise
16. Toot Dacier
17. DJ chef de chantier
18. Super Lunettes
19. Le grand sauvetage Dacier - Partie 1
20. Le grand sauvetage Dacier - Partie 2
21. Les merveilleux assistants
22. Le concours de saut
23. Les amis de Blip
24. Scoot Jets
25. La fée-moto de la forêt
26. Après la tempête
27. Le gâteau d'anniversaire
28. Docteure Toot
29. Cache-cache-moto
30. La sirène de l'agent Bunker
31. Le trésor de Pete le pirate
32. L'incroyable Don
33. Ricky fait du ski
34. Le château en glace de Dasher
35. Un Noël vroumtastique
36. Les motos pompiers - Partie 1
37. Les motos pompiers - Partie 2
38. L'agent Bunker sème le chaos
39. Sauvetage de nuit pour Ricky
40. Les as du guidon contre Mécanok
41. Troy aux commandes
42. Le Méga-cisailleur
43. Le nouveau meilleur ami de Loop
44. Toot en scène
45. La dégonflite
46. On a roulé sur la Lune
47. Le vroumboard vivant
48. La station de lavage magique
49. La nuit des lanternes
50. La petite Phoebe
51. La finale de motoball
52. La grande mission de Buster